# Iris von Roten
Iris von Roten (Bazel, 2 april 1917 - aldaar, 11 september 1990) was een Zwitserse advocate, redactrice, feministe en schrijfster.

## Biografie
Iris von Roten was een dochter van Johann Walter Meyer, ingenieur, en van Bertha Huber. Ze was verre familie van Meta von Salis. Na haar schooltijd in Zürich studeerde ze rechten aan de Universiteit van Bern, de Universiteit van Genève en de Universiteit van Zürich. In 1941 behaalde ze een doctoraat en in 1946 werd ze advocate. In datzelfde jaar huwde ze Peter von Roten. Van 1943 tot 1945 was ze redactrice van het Schweizer Frauenblatt. Van 1948 tot 1949 verbleef ze in de Verenigde Staten. Later werd ze ook schrijfster, met Frauen im Laufgitter als haar belangrijkste werk. Dit werk, waarin ze een sociologische analyse maakt van de discriminatie van vrouwen, lokte in 1958 stevige kritiek uit, ook binnen de vrouwenbeweging. In de jaren 1980 werd het werk herontdekt als standaardwerk. Later legde ze zich toe op het schrijven van reisverhalen en op de schilderkunst.

## Werken
- (de)  Frauen im Laufgitter. Offene Worte zur Stellung der Frau, 1958.
- (de)  Frauenstimmrechtsbrevier, 1959.
- (de)  Vom Bosporus zum Euphrat, 1965.